# Scotch pie
La Scotch pie è un pasticcio di carne scozzese. In passato preparata utilizzando la carne di montone macinata, la Scotch pie viene oggi preparata più comunemente usando la carne di agnello o manzo. Può essere accompagnata dalla salsa gravy.
Ogni anno si tiene il World Scotch Pie Championship, un campionato nel corso del quale i partecipanti devono preparare la Scotch Pie migliore.